# Індіана (опера)
«Індіана»  — опера вірменського композитора Тиграна Чухаджяна.

## Історичний начерк
Найменш відомий з оперних творів Тиграна Чухаджяна, за різними версіями написаний у 1897-му чи у другій половині 1870-х років. Лібретто Іозефа (Овсепа) Язичяна, написане за мотивами однойменного твору Абуюлхак Гаміда. За жанром «Індіана» є патріотичною оперою, на думку музикознавця Анни Асатрян, один з найкращих творів композитора. Рукописи опери зберігаються в архіві Чухаджяна Єреванського музею літератури і мистецтва. Опера досліджувалась також музикознавцями Г. Степаняном і М. Мурадяном.